# پی‌سی مگزین
پی‌سی مگزین (به انگلیسی: PC Magazine) (به شکل خلاصه: PC Mag) یک مجلهٔ رایانه‌ای است که توسط شرکت زیف دیویس (به انگلیسی: Ziff Davis) منتشر می‌شود. نسخه چاپی آن از سال ۱۹۸۲ تا ۲۰۰۹ ادامه داشت و نسخه برخط از سال ۱۹۹۴ تاکنون منتشر می‌شود. پی‌سی مگزین به موضوعاتی چون بررسی سخت‌افزار و نرم‌افزار رایانه و موضوعات فناوری اطلاعات می‌پردازد.